# Nguyễn Thanh Quang
Nguyễn Thanh Quang (6 tháng 12 năm 1964 - 26 tháng 3 năm 2021) là một chính trị gia người Việt Nam. Ông nguyên là Trưởng ban Tổ chức Thành ủy Đà Nẵng, Ủy viên Ủy ban Văn hóa, Giáo dục, Thanh niên, Thiếu niên và Nhi đồng của Quốc hội, đại biểu quốc hội Việt Nam khóa XIV nhiệm kì 2016-2021, thuộc đoàn đại biểu quốc hội thành phố Đà Nẵng. Ông từng là Trưởng ban Dân vận, Trưởng ban Tuyên giáo Thành ủy Đà Nẵng. Ông đã trúng cử Đại biểu Quốc hội năm 2016 ở đơn vị bầu cử số 2, thành phố Đà Nẵng (gồm có các quận Sơn Trà, Ngũ Hành Sơn, Liên Chiểu, Hoàng Sa, Hòa Vang) với tỉ lệ 70,84% số phiếu hợp lệ.

## Xuất thân
Nguyễn Thanh Quang sinh ngày 6 tháng 12 năm 1964, quê quán tại xã Hòa Thọ, huyện Hòa Vang (nay là phường Hòa Thọ Đông, quận Cẩm Lệ), TP Đà Nẵng.
Ông hiện cư trú ở Số 158/41 đường Ông Ích Đường, Tổ 31, phường Hòa Thọ Đông, quận Cẩm Lệ, thành phố Đà Nẵng.

## Giáo dục
- Giáo dục phổ thông: 12/12
- Cử nhân Kinh tế
- Thạc sĩ Quản trị kinh doanh
- Cao cấp lí luận chính trị

## Sự nghiệp
Ông gia nhập Đảng Cộng sản Việt Nam vào ngày 15/11/1984.
Khi ứng cử đại biểu Quốc hội Việt Nam khóa XIV vào tháng 5 năm 2016 ông đang là Ủy viên Ban Thường vụ, Trưởng ban Tuyên giáo Thành ủy Đà Nẵng.
Ông nguyên là Trưởng ban Tuyên giáo Thành ủy, Trưởng Đoàn đại biểu Quốc hội thành phố Đà Nẵng.
Ngày 30 tháng 1 năm 2020, theo quyết định của Ban Thường vụ Thành ủy, ông Nguyễn Thanh Quang, Ủy viên Ban Thường vụ Thành ủy, Bí thư Quận ủy Hải Châu nhiệm kỳ 2015-2020, thôi giữ chức Bí thư Quận ủy Hải Châu để điều động đến giữ chức danh Trưởng ban Dân vận Thành ủy.
Ông hiện là Ủy viên Ban Thường vụ, Trưởng ban Dân vận Thành ủy, Ủy viên Ủy ban Văn hóa, Giáo dục, Thanh niên, Thiếu niên và Nhi đồng của Quốc hội.

## Qua đời
Sau 3 năm chống chọi với căn bệnh ung thư phổi, ông Nguyễn Thanh Quang, Trưởng ban Tổ chức Thành ủy Đà Nẵng, đã qua đời tại nhà riêng (ở phường Hòa Thọ Đông, quận Cẩm Lệ, Tp Đà Nẵng) vào lúc 5 giờ sáng ngày 26 tháng 3 năm 2021.